# Txókhrak (Maiski)
|  | Per a altres significats, vegeu «Txokhrak». |

Txókhrak - Чëхрак (rus) - és un khútor de la República d'Adiguèsia, a Rússia. Es troba a la vora del riu Txokhrak, a 16 km al sud de Koixekhabl i a 37 km al nord-est de Maikop, la capital de la república.
Pertany al municipi de Maiski.